# Meconopsis latifolia
Meconopsis latifolia är en vallmoväxtart som beskrevs av David Prain. Meconopsis latifolia ingår i släktet bergvallmor, och familjen vallmoväxter. Inga underarter finns listade i Catalogue of Life.